# Ганс Несс (яхтсмен)
Ганс Несс (норв. Hans Næss, 3 листопада 1886 — 10 грудня 1958) — норвезький яхтсмен.
Олімпійський чемпіон 1920 року в класі 12 метрів (за правилами 1907 року).